# Német-ausztriai Köztársaság
A Német-ausztriai Köztársaság (németül: Republik Deutschösterreich vagy Deutsch-Österreich) az első világháború végén az Osztrák–Magyar Monarchia egyik rövid életű utódállama volt. Területileg Ciszlajtánia német nyelvterületeit foglalta magába, mintegy 118 311 km²-t és 10,4 millió lakost.
Magába foglalta a mai Ausztriát Burgenland kivételével, a Szudétákat, Osztrák-Sziléziát, valamint Dél-Tirol és Krajna északi felét. A rövid életű állam több kisebb-nagyobb exklávéval rendelkezett a mai Csehország területén is. 

Az Osztrák–Magyar Monarchia nemzetiségei 1911-ben (a németek vörössel jelölve)

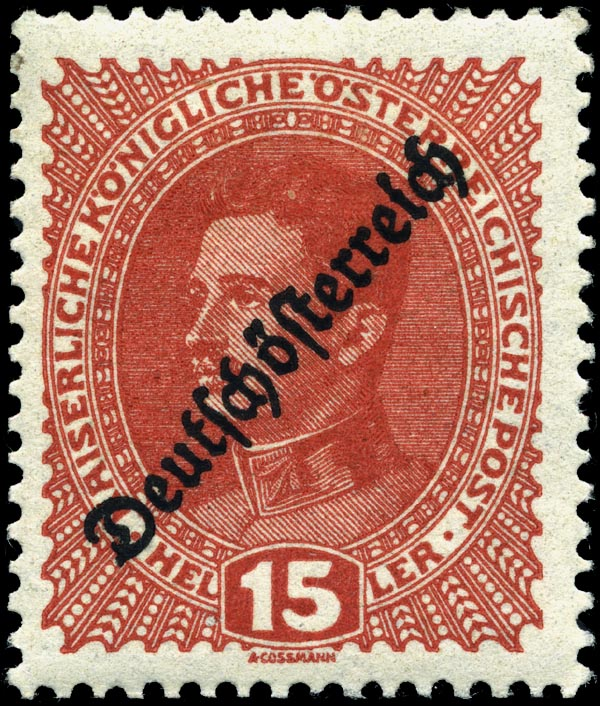
Felülírott osztrák–magyar bélyeg

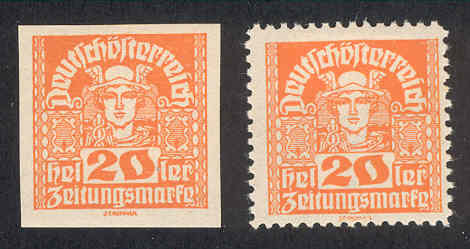
Húszhelleres hírlapbélyeg 1920-ból

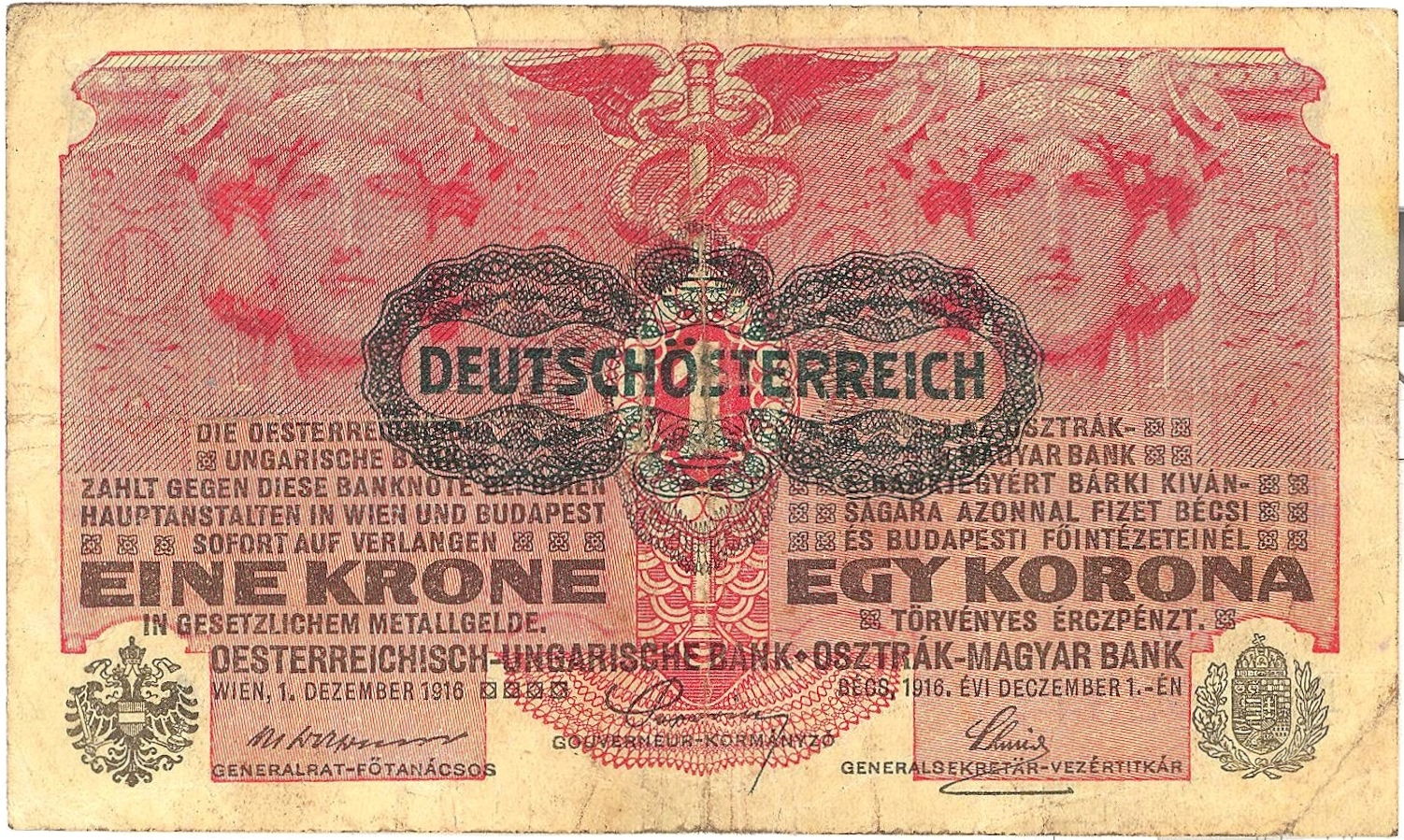
Egykoronás bankjegy felülbélyegezve („Német–Ausztria”)

## Létrehozása
Az Osztrák–Magyar Monarchiában a nem hivatalos „Német-Ausztria” elnevezés az Osztrák Császárság németek lakta területeire volt használatos.
1918. október 12-én I. Károly találkozót hívott össze a nagyobb német pártok részvételével. A német nacionalisták alkotmányos monarchiát követeltek minden nép számára; a keresztény szocialisták a Monarchia jövőjét egy föderációban képzelték el; a szociáldemokraták köztársaságot kívántak létrehozni, amely a jövőben csatlakozni fog a Weimari köztársasághoz.
1918. október 16-án Károly császár-király kiadta a népek föderációjáról szóló manifesztumot. Ez azonban túl későn került kiadásra, főleg a csehek és a délszlávok felé nézve, akik már saját nemzetállamuk létrehozását tervezték. A találkozó ugyanakkor a németek számára előnyt jelentett, mivel ezzel elérhető közelségbe került Ausztria németek lakta területei és Németország egyesülése.
A birodalom közelgő összeomlásakor az 1911-ben megválasztott 208 német képviselő 1918. október 21-én gyűlést hozott össze „ideiglenes német-osztrák nemzetgyűlés” név alatt, amely az etnikai németeket képviselte az Osztrák Császárságban. A gyűlés elnökei a német nemzeti mozgalmú Franz Dinghoferot, a keresztény szocialista Jodok Fink és a szociáldemokrata munkáspárti Karl Seitz voltak. A gyülekezetben Csehország, Morvaország és Osztrák-Szilézia képviselői voltak, akik nem ismerték el az 1918. október 28-án létrejött Csehszlovák államot. Kijelentették továbbá, hogy „az osztrák-németek határozzák meg saját, jövőbeni politikai irányzatukat, hogy önálló német-osztrák államot alakítsanak ki, és szabályozzák a többi országgal fennálló kapcsolatukat a velük kötött szabad megállapodások révén”. Október 25-én az ideiglenes kormány nyilatkozatot tett közzé a németek által lakott területeken, hogy alakítsák ki saját, ideiglenes nemzetgyűléseiket.
Második, október 30-i találkozón az ideiglenes nemzetgyűlés létrehozta az új állam alapintézményeit. A törvényhozó hatalmat az ideiglenes nemzetgyűlés, míg a végrehajtó hatalmat az újonnan létrehozott német-osztrák államtanács kapta megbízatásul.
1918. november 11-én I. Károly császár lemondott az osztrák államügyekben való részvétel jogáról.
Másnap, november 12-én a Nemzetgyűlés hivatalosan kikiáltotta a köztársaságot, és Karl Renner szociáldemokratát ideiglenes kancellárrá nevezték ki. Ugyanezen a napon kiadták az ideiglenes alkotmányt, amely kimondta, hogy „Német-Ausztria demokratikus köztársaság” (1. cikk), és „Német-Ausztria a Német Köztársaság szerves része” (2. cikk). Ez utóbbi rendelkezés tükrözte a képviselők álláspontját, aki úgy érezték, hogy Ausztria a békeszerződésben annyi területet veszítene el, hogy többé nem lenne gazdaságilag és politikailag életképes különálló állam, ezáltal az egyetlen út Németországgal való egyesülés volt. Ezt az álláspontot támasztotta alá Magyarország gabonakereskedelmének és Csehszlovákia kőszén-kereskedelmének felfüggesztése Ausztria és Németország felé.
Amikor a Birodalom összeomlott, és életbe lépett a tűzszünet, az ideiglenes kormány igyekezett megelőzni egy kommunista forradalom esetleges kitörését a kisebbségi szociáldemokraták által vezetett koalíciós kormány megszervezésével. Karl Renner a kancellári, Victor Adler pedig a külügyminiszteri posztot kapta meg. A szociáldemokraták katonai és munkástanácsokat hoztak létre, és a munkaügyi szakszervezetek fölött gyakoroltak ellenőrzést.

## Alkotmányozó Nemzetgyűlés
Az Alkotmányozó Nemzetgyűlés első választását 1919. február 16-án tartották, ahol először szavazhattak a nők. A 38 német választókerületből mindössze 25 vett részt, és 159 képviselőt választottak a 170 férőhelyes parlamentbe. A szociáldemokraták lettek a legnagyobb párt, akik 72 helyet nyertek. A keresztény-szocialisták 69, a német nacionalisták 26 helyet kaptak. Az Alkotmányos Nemzetgyűlés 1919. március 4-én ült össze először, és március 15-én új kormányt alakítottak, amelyet Karl Renner vezetett. Az osztrák szociáldemokraták, annak ellenére, hogy az egyik vezető marxista párt volt, nem próbálták megragadni a teljhatalmat vagy a szocializmust létrehozni. A konzervatív és katolikus politikusok többsége azonban továbbra is bizalmatlan volt velük szemben, és ez a baloldal szétszakadásához vezetett, mélypontját 1934-re érte el.
Otto Bauer szociáldemokrata vezető így írta: „Német-Ausztria nem olyan állam, amely a történelmi expanzió törvényeit követi, hanem csak a maradványa a régi birodalomnak, miután más nemzetek elszakadtak tőle. A maradványok laza szövetségbe kovácsolódtak össze.”

### Az egyesítés kudarca
1918. november 13-án Ausztria és Németország vezetői tárgyalásokba kezdtek egy lehetséges nagynémet állam megalakításáról. November 15-én Woodrow Wilson amerikai elnöknek is küldtek egy táviratot, amelyben a német egység támogatását kérik. Az egységet azzal indokolták, hogy Ausztria mint független állam soha nem létezett. Ausztria mindig is valamelyik állam részét képezte (Német-római Birodalom), vagy unióban állt más állammal vagy államokkal. Az egységes Ausztria 1806-ban jött létre a Habsburgok vezetésével. Mivel Ausztriában is németek laknak, az ott élőknek is inkább „német”, mint nem létező „osztrák” indentitásuk van. Kitértek arra is, hogy az egyik legnagyobb csapás a porosz–osztrák–olasz háború volt, amelyben a Habsburg-uralom alatt álló területek a poroszok győzelme ellenére sem csatlakozhattak a német egységhez.
1919. március 12-én az alkotmányozó Nemzetgyűlés kiadott egy (ideiglenes) nyilatkozatot, miszerint Ausztria a Weimari Köztársaság egyik állama. A német nacionalisták és a szociáldemokraták támogatták az egyesítést, míg a keresztény-szocialisták tartózkodóbbak voltak.
1919 tavaszán és nyarán tovább folytatódtak a tárgyalások Ausztria és Németország között. A sikeresnek mutatkozó tárgyalásokat és az eddig elért eredményeket a június 2-án kiadott békediktátum keresztülhúzta. Az Antant államai ebben további területek átadására kötelezték Ausztriát, és megtiltottak minden egyesülési lehetőséget Németország, illetve Magyarország irányába.

### A saint-germaini békeszerződés
Miután az Antant többszöri tiltakozás ellenére sem engedélyezte a német–osztrák uniót, 1919. szeptember 10-én Renner aláírta a saint-germaini békeszerződést, amelyet október 17-én ratifikált az Alkotmányozó Nemzetgyűlés. A béke rendelkezései szerint október 21-én az ország megváltoztatta nevét a „Német-ausztriai”-ról az „Osztrák Köztársaságra”. Ugyanekkor a tervezett tartományok közül Német-Bohémia és Szudétaföld Csehszlovákiához, Stájerország és Karintia délkeleti fele a délszláv államhoz, Tirol déli fele pedig Olaszországhoz került. A béke egy korábbi tervezete szerint Vorarlberg és Nyugat-Tirol Svájc részét képezte volna, de az érintett államok tiltakozása miatt ez kikerült a végleges változatból.
A békeszerződés 88. cikkelye, amelyet néha „Anschluss előtti lépésnek” is neveznek, kijelentette, hogy „Ausztria függetlensége elidegeníthetetlen a Népszövetségi Tanács hozzájárulása nélkül, következésképpen Ausztria vállalja, hogy minden olyan cselekménytől tartózkodik, amely közvetlen vagy közvetett módon vagy bármilyen egyéb módon veszélyezteti függetlenségét, különösen és addig, amíg a Népszövetségbe való felvételüket egy másik hatalom ügyeiben való részvétellel nem engedélyezik”.
Hasonlóképpen a versailles-i békeszerződéshez, amely megtiltotta Ausztria és Németország egyesülését. Ezekkel a változásokkal és az osztrák határok megszilárdulásával kezdődött az első Osztrák Köztársaság kora.

## Határai
Német-Ausztria a Habsburg Birodalom összes német dominanciájú tartományára igényt tartott: összesen 118 311 négyzetkilométer 10,4 millió lakossal. Ez magában foglalta a mai Ausztriát Burgenland kivételével, valamint Dél-Tirolt és Tarvisio városát (ma Olaszország része); Dél-Karintiát és Dél-Stájerországot (ma Szlovénia része); a Szudéta-vidék és a Német-Bohémiát (amely később Szudéta-vidék részévé vált, ma Csehország része) és Kelet-Sziléziát (jelenleg Lengyelország és Csehország között oszlik meg). A gyakorlatban azonban a köztársaság uralma a régi Habsburg-tartományok dunai és alpesi tartományaira korlátozódott – eltekintve néhány kivételtől.
November 22-én a Német Nemzeti Tanács hivatalosan bejelentette igényét az Osztrák Császárság minden német többségű területére. Az I. világháború Antant-hatalmai azonban ellenezték ezt a lépést, és a német-ausztriai kormány képtelen volt megállítani az olasz, a csehszlovák és a szerb–horvát–szlovén hadsereg előrenyomulását.
A háború győztes oldalán állók számos német többségű területet osztottak szét a birodalom utódállamai között. A csehek figyelmen kívül hagyták az etnikai határok elveit, és ragaszkodtak a Cseh Királyság történelmi határaihoz; így hárommillió német lett csehszlovák állampolgár, majd a 20 évvel későbbi Szudéta-válságának köszönhetően megindult Csehszlovákia felosztása és megszállása. A győztes Olaszország megkapta Trentinót és Dél-Tirolt, amelynek dél-tiroli részén még mindig a németek vannak többségben. A későbbi Jugoszlávia Karintia és Stájerország déli részeit kebelezte be. 1920. október 20-án a klagenfurti népszavazáson a szavazók háromötöde szavazott Ausztriára.
A tiroli és salzburgi tartományok egy későbbi népszavazáson a lakosság 98, illetve 99%-os többséggel támogatta a Németországgal való egyesülést, míg 1919 májusában a Vorarlbergben tartott népszavazáson a résztvevők 81%-a támogatta a csatlakozást Svájchoz.
Számos német kisebbségi csoport Morvaországban, köztük Brünn (Brno), Iglau (Jihlava) és Olomütz (Olomouc) német polgárai, valamint a krajnai Gottschee-enklávé is kísérletet tett a Német-Ausztriai Köztársaságba való belépésre, de ezek nem sikerültek. A jelenlegi Osztrák Köztársaság területén kívül eső területek gyakran jelentős nem német kisebbségekkel rendelkeztek, ezek már az első pillanattól kezdve a győztes hatalmak támogatásával az utódállamokhoz kerültek.
Kelet-Szilézia esetében az ott élők csak Lengyelország, illetve Csehszlovákia mellett voksolhattak, a két német államot a kezdetektől fogva eltiltották a szavazástól.
Ugyanekkor a győztes hatalmak Ausztriának juttatták a Magyar Királyság nyugati, német többségű területeit, amiből megalakították Burgenland tartományt. Eredetileg Sopront (németül: Ödenburg) szánták az új tartomány székhelyéül, de a sorozatos tiltakozások hatására engedélyezték a népszavazás kiírását, amelyen az érvényes szavazatok 65%-a Magyarország mellett tette le a voksát. Ennek hatására több más, határ menti falu is népszavazást rendezett, ahol három kivétellel visszatértek Magyarországra. Pozsony (németül: Preßburg) Dunán áteső területei Csehszlovákiához kerültek.

### Közigazgatási felosztása
Német-Ausztriát 1919-ben kilenc közigazgatási tartományra, ún. Provinzenre osztották:
1. Felső-Ausztria (Oberösterreich), a mai teljes Felső Ausztria és a dél-csehországi kerület Böhmerwaldgau régiója;
2. Alsó-Ausztria (Niederösterreich), a mai teljes Alsó-Ausztria, Béccsel és Német-Morvaországgal (Deutschsüdmähren) együtt, utóbbi területén található Csehország Vysočina és dél-morvaországi kerülete;
3. Német-Bohémia (Deutschböhmen), Csehország nyugati határvidéke, 1938–1945 között Németország része;
4. Szudétaföld, Morvaország és Osztrák-Szilézia határmenti része. Nem egyezik meg teljesen a mai Szudétáknak nevezett vidékkel;
5. Stájerország (Steiermark), a mai Stájerország tartomány és Szlovénia északi részei, Alsó-Stájerország néven;
6. Salzburg, a jelenlegi Salzburg tartomány egésze;
7. Karintia (Kärnten), a mai Karintia tartomány egésze, Szlovénia Jezersko járása és Olaszország Tarvisio, Malborghetto-Valbruna és Pontebba települései;
8. Német-Tirol (Deutschtirol), a mai Tirol tartomány egésze, valamint Olaszország Dél-Tirol megyéje;
9. Vorarlberg, a mai teljes Vorarlberg tartomány egésze.

## Himnusza
A Német-Ausztria kifejezés használatának tilalma ellenére Ausztria nem hivatalos himnuszának kezdősora 1920 és 1929 között így hangott: „Német-Ausztria, te csodálatos ország” (Deutschösterreich, du herrliches Land). Szövegét az akkori kancellár, Karl Renner, a saint-germaini békeszerződés aláírója írta.

## Fordítás
- Ez a szócikk részben vagy egészben  a   Republic of German-Austria című angol Wikipédia-szócikk ezen változatának fordításán alapul.  Az eredeti cikk szerkesztőit annak laptörténete sorolja fel. Ez a jelzés csupán a megfogalmazás eredetét és a szerzői jogokat jelzi, nem szolgál a cikkben szereplő információk forrásmegjelöléseként.